# Lenindenkmal (Eisleben)

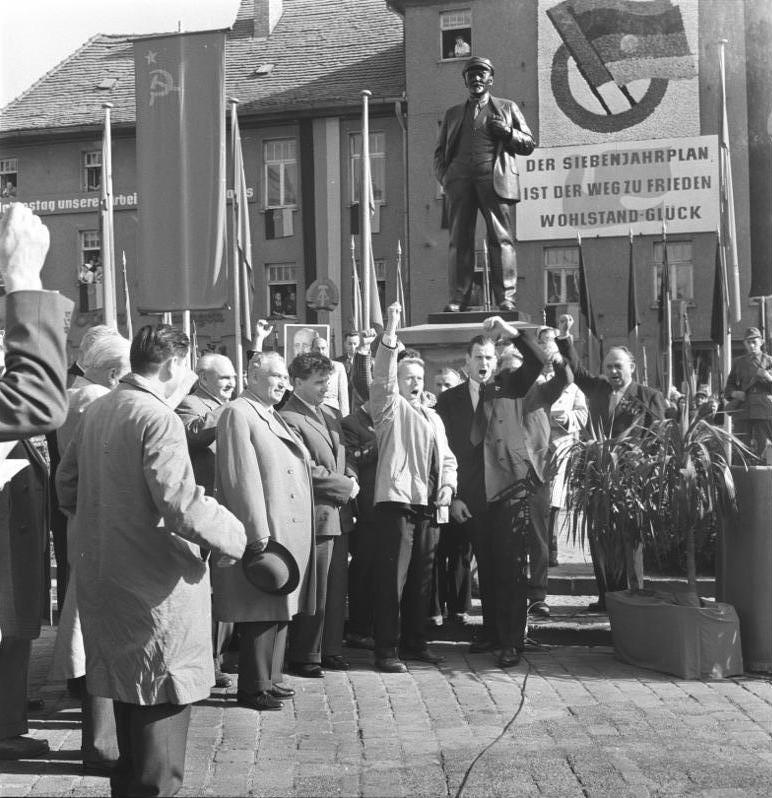
Lenindenkmal, 1959

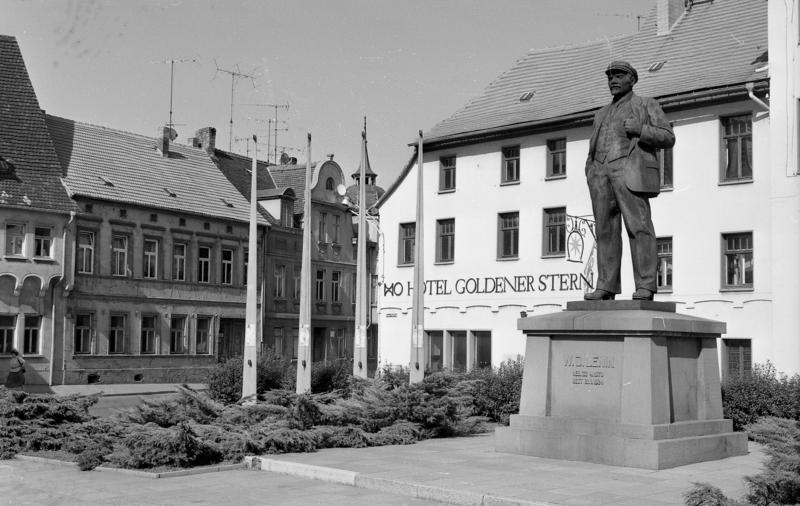
Lenindenkmal kurz vor dem Abbau, 1991

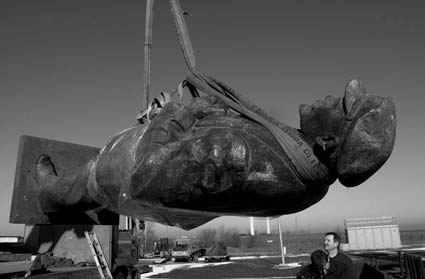
Das Eislebener Lenindenkmal wird 1991 abgebaut

Das Lenindenkmal in Eisleben war das erste Denkmal für Wladimir Iljitsch Lenin in Deutschland. Es wurde einem Filmdokument zufolge im Jahr 1948 aufgestellt und 1991 abgebaut.

## Geschichte
Das 3,20 Meter hohe und 2,9 Tonnen schwere Bronzedenkmal wurde 1926 von dem russischen Bildhauer Matwei Maniser geschaffen. Es stand seit 1929 in Puschkin in der Sowjetunion, wurde 1943 jedoch von deutschen Truppen demontiert und sollte in der Mansfelder Krughütte bei Eisleben eingeschmolzen werden. Aus ungeklärten Gründen überdauerte die Statue den Krieg.
Die Sowjetunion schenkte der Lutherstadt Eisleben die Statue in einer offiziellen Zeremonie im Beisein von Walter Ulbricht am 1. Mai 1948. Die DEFA-Wochenschau Der Augenzeuge Nr. 104/48 (14. Mai 1948; Filmlänge 21 Meter) dokumentiert die Aufstellung des Lenindenkmals im Mai 1948 in Eisleben.

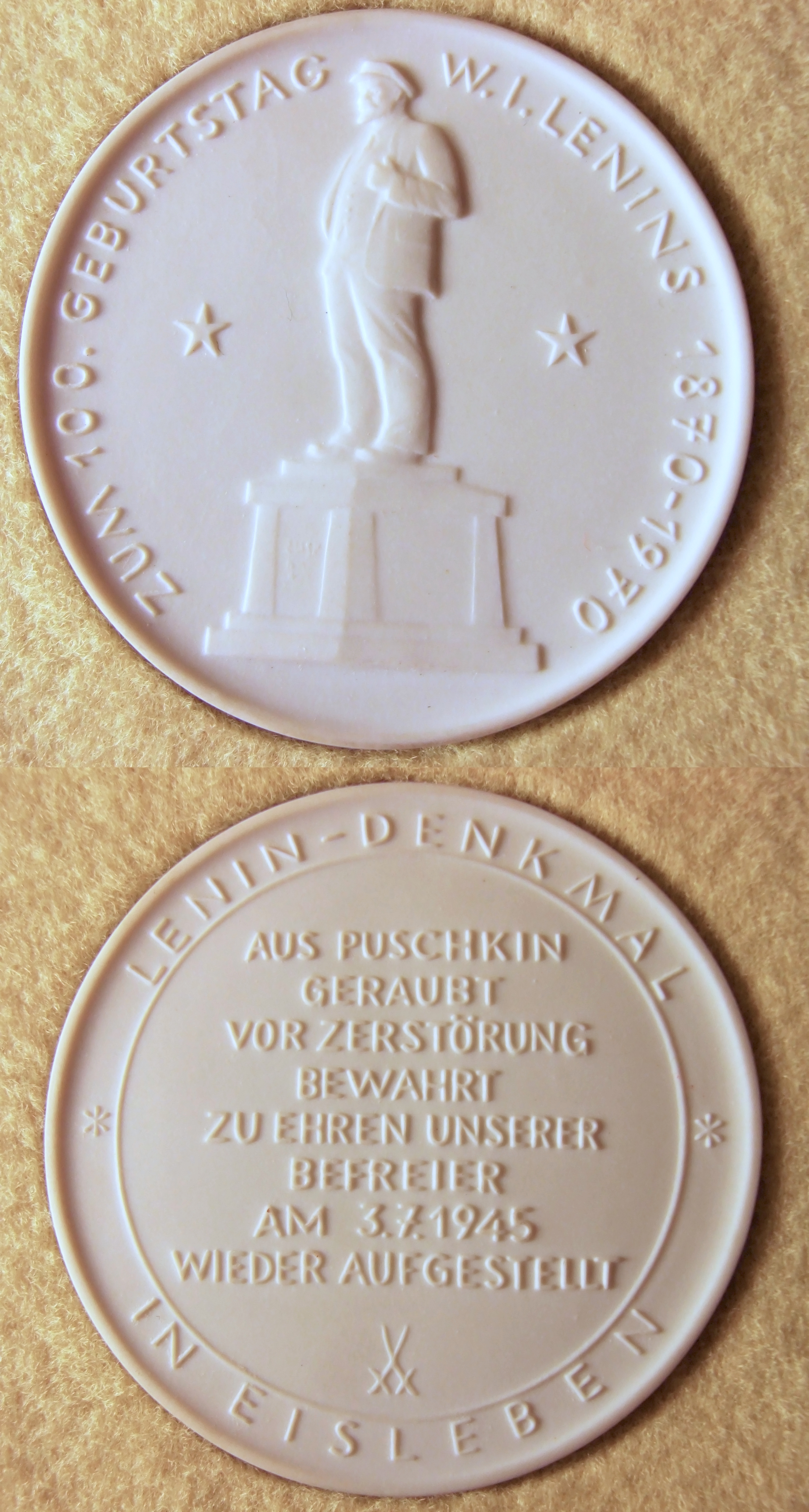
DDR-Gedenkmedaille aus Meißener Porzellan von 1970 mit der Abbildung des Lenindenkmals in Eisleben

Die Statue wurde 1991 nach Berlin gebracht und im Deutschen Historischen Museum ausgestellt.

## Propaganda-Legende in der DDR
Angeblich verbargen die Hüttenleute und die sowjetischen Zwangsarbeiter 1943 die Statue Lenins unter einem Haufen Schrott, um sie vor der Zerstörung zu bewahren; so sollen die Facharbeiter eine Anordnung zum Auseinanderschweißen umgangen haben. Sie sollen außerdem falsche Berechnungen angestellt und erklärt haben, dass eine ofengerechte Sprengung technisch undurchführbar sei.
Zu diesem Zeitpunkt soll die „Antifaschistische Arbeitergruppe Mitteldeutschlands“ unter der Führung von Robert Büchner in die Rettung eingegriffen haben, um das Denkmal zum Kriegsende 1945 in Eisleben zur Begrüßung der Roten Armee aufstellen zu können.
Im Jahr 2000 wurden Akten gefunden, die belegen, dass schon 1956 SED-intern an den Zusammenhängen um die heldenhafte Rettung gezweifelt wurde. Geheime Protokolle über äußerst intensive Ermittlungen, die vom Büro von Walter Ulbricht in Auftrag gegeben wurden, zeigen, dass das Ergebnis für alle Beteiligten desaströs war. Deshalb beschloss man, weiter an der Geschichte festzuhalten und die Akten nicht zu veröffentlichen.